# Guillaume Ducatel
Guillaume Ducatel (Bully-les-Mines, 21 januari 1979) is een Franse voetballer (middenvelder) die sinds 2000 voor de Franse tweedeklasser US Boulogne uitkomt. Voordien speelde hij onder meer voor RC Lens.